# Freyastera
Freyastera is een geslacht van zeesterren uit de familie Freyellidae. De wetenschappelijke naam van het geslacht werd in 1986 geïntroduceerd door Maureen Downey in haar revisie van de orde Brisingida.

## Soorten
- Freyastera benthophila (Sladen, 1889)
- Freyastera digitata McKnight, 2006
- Freyastera mexicana (A.H. Clark, 1939)
- Freyastera mortenseni (Madsen, 1956)
- Freyastera sexradiata (Perrier, 1885)
- Freyastera tuberculata (Sladen, 1889)